# Patricia Mounier

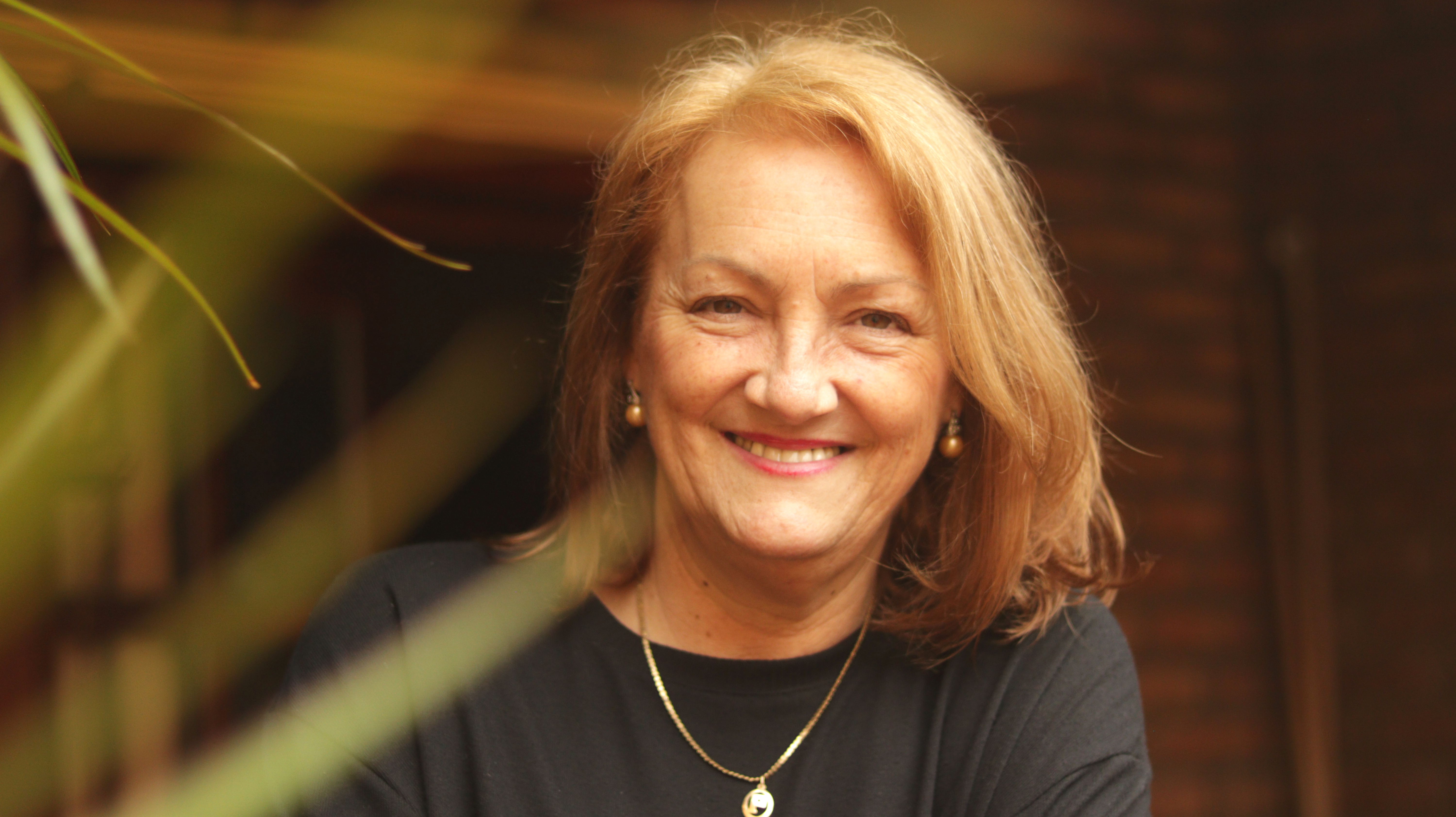
Patricia Mounier es Diputada Nacional por Santa Fe.

Patricia Mónica Mounier (San Justo, Santa Fe; 6 de agosto de 1963) es una docente y dirigente política y gremial argentina. Ocupa el cargo de diputada nacional por la Provincia de Santa Fe desde el 19 de diciembre de 2019 e integra el bloque Frente de Todos.
Actualmente se desempeña como parte del Consejo Directivo Nacional y como secretaría adjunta de la seccional Santa Fe del Sindicato Argentino de Docentes Particulares.

## Trayectoria

### Docencia
Patricia Mounier se desempeñó como docente en el Instituto Superior  Nro. 9054 “Santa Teresita del Niño Jesús”, en la Escuela de Enseñanza Media Nro. 255 “Malvinas Argentinas” y en la Escuela de Enseñanza Media para Adultos Nro. 1219 “Joaquín del Río”, todas de la localidad de Hersilia, y en el Instituto Superior del Profesorado Nro. 26 “Angela Peralta Pino” de la ciudad de Ceres y como Regente del Instituto Superior Nro. 4087 de Capacitación e Investigación Educativa del SADOP de la ciudad de Santa Fe.

### Militancia gremial
En el año 1990 ingresó a la Seccional Santa Fe del Sindicato Argentino de Docentes Particulares, donde ocupó los cargos de Secretaría de Organización (1991-1995), Secretaría Gremial (1995-1999), Secretaría Adjunta (1999-2003, 2003-2007 y 2007-2011), Secretaría Gremial (2011-2015), Secretaría General (2015-2018) y continúa hasta la fecha como Secretaría Adjunta, Congresal Provincial y Congresal Nacional. El 5 de julio de 2019 asumió como Secretaría de Derechos Humanos del Consejo Directivo Nacional del SADOP.
En el año 2016 impulsó la Ley provincial contra los despidos arbitrarios Nro. 13.610.
Desde 1990 y hasta 1999 fue Inspectora de la Caja Complementaria de Previsión para la Actividad Docente.
Fue Coordinadora de la Obra Social de Docentes Particulares desde 1999 hasta 2019.
Fue representante gremial en el Jurado de Concurso de Supervisores de Enseñanza Privada de la provincia de Santa Fe en los años 2008 y 2012
Integra el Tribunal Disciplinario del Servicio Provincial de Enseñanza Privada de la provincia de Santa Fe en representación de la docencia.
Integró la Paritaria Docente de la provincia de Santa Fe desde el año 2009 hasta el año 2019.
A nivel nacional pertenece a la Corriente Federal de Trabajadores e integra el espacio de Mujeres Sindicalistas y en la provincia de Santa Fe integra el Movimiento Obrero Santafesino y la C.G.T Regional Santa Fe.
Es integrante de la Intersindical Nacional de Derechos Humanos, de la Red Intersindical Nacional contra la Violencia Laboral y de la Comisión de Derechos Humanos de la Corriente Federal de Trabajadores.

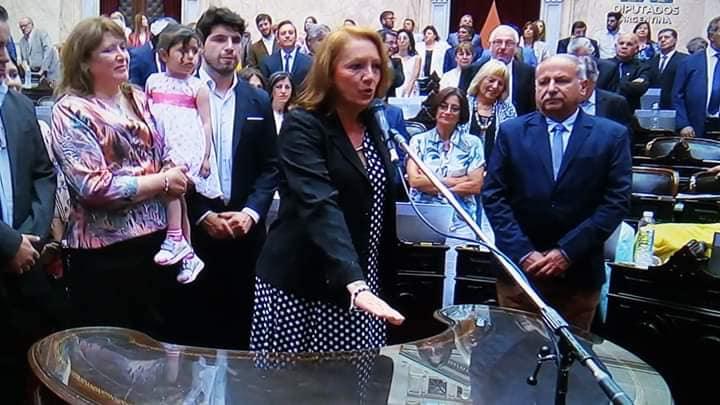
Patricia Mounier asumió su banca en diciembre de 2019.

### Actividad Política
En el año 2017 integró la lista de candidatos a Diputados Nacionales por Unidad Ciudadana que encabezó Agustín Rossi, y el 19 de diciembre de 2019 asumió la banca en reemplazo de Alejandra Rodenas en el bloque Frente de Todos. En marzo de 2020 fue elegida Secretaría de la Comisión de Educación, e integra además las comisiones de Legislación del Trabajo, de Derechos Humanos y Garantías, de Personas Mayores, de Ciencia, Tecnología e Innovación Productiva y de Familias, Niñez y Juventudes. Es también integrante de la Mesa de Mujeres por la Paridad de la Provincia de Santa Fe.